# Neumatt
Neumatt ist eine Schweizer Dramaserie von Marianne Wendt, die in Koproduktion vom SRF und Zodiac Pictures umgesetzt wird. Im August 2021 wurde die Serie in der Reihe „Forum Exclusives“ auf dem Festival Séries Mania gezeigt. Die Uraufführung der ersten beiden Folgen fand am 25. September 2021 auf dem Zurich Film Festival statt. Noch am Abend desselben Tages wurden alle Folgen der ersten Staffel vorab auf dem Schweizer Streamingdienst Play Suisse veröffentlicht. Die reguläre Ausstrahlung im Schweizer Fernsehen begann am 26. September 2021 auf SRF 1. Im Februar 2022 wurde bekannt, dass Netflix die Serie in 30 Sprachen und weltweit in 190 Ländern anbieten wird. In Deutschland und Österreich erfolgte die Erstveröffentlichung der Serie durch Netflix am 13. Mai 2022.
Im Rahmen der 57. Solothurner Filmtage erhielten Julian Koechlin und Marlise Fischer den Prix Swissperform als «Bester Hauptdarsteller» beziehungsweise als «Beste Nebendarstellerin» in der ersten Staffel von Neumatt.
Die zweite Staffel der Serie startete am 5. Februar 2023 auf SRF 1, Play Suisse und Play SRF und wurde für Netflix ab Sommer 2023 angekündigt, später auf Anfang 2024 verschoben. Etwa zur gleichen Zeit mit der SRF-Ausstrahlung wurde mit den Dreharbeiten zur dritten und letzten Staffel begonnen, welche ab dem 13. Oktober 2024 auf SRF 1 ausgestrahlt sowie auf Play Suisse und Play SRF veröffentlicht wird.

## Handlung

### Staffel 1
Neumatt ist die Geschichte einer Familie zwischen Stadt und Land, die um das Überleben ihres Hofes kämpft. Dabei muss sie sich nicht nur mit den komplexen Herausforderungen einer globalisierten Landwirtschaft, sondern auch mit ihrer tragischen Familiengeschichte auseinandersetzen.
Der Unternehmensberater Michi Wyss hat in seiner Firma eine steile Karriere hingelegt. Doch jetzt hat er den Auftrag, ausgerechnet mit seinem Konkurrenten Pablo gemeinsam den Milchverarbeiter Berno zu retten. Dieser schreibt tiefrote Zahlen, und der Aktienkurs befindet sich im freien Fall. Michi Wyss verheimlicht in der Stadt seine Herkunft als Bauernsohn. Anderseits weiß der Großteil der Einwohner seines Heimatdorfes nicht, dass Michi schwul ist. Als sich sein Vater das Leben nimmt, muss er sich wieder mit seiner Familie auseinandersetzen. Michi soll den verschuldeten Bauernhof für seine Mutter Katharina, seinen Bruder Lorenz und seine Großmutter Trudi retten. Doch er weiss gar nicht, ob er das will, und seine Schwester Sarah hofft auf schnelles Geld durch den Verkauf. Michi gerät unter Druck und droht sowohl in seinem Job als auch in seinem Heimatdorf zum Verräter zu werden. Denn er steht zwischen zwei Welten, die er vergeblich zu vereinen versucht: die global agierenden Konzerne auf der einen und der lokal organisierte Familienbetrieb auf der anderen Seite.

### Staffel 2
Michi hat sich gegen ein Leben in Hamburg und für die Neumatt entschieden, jedoch ist mittlerweile viel Geschirr zerschlagen und alte sowie neue Wunden klaffen auf. Auf dem Hof fehlt eine offizielle Betriebsleitung, und die anderen Bauern im Dorf stehen Michi aufgrund seiner früheren Anstellung bei Berno feindselig gegenüber. Privat führt er eine Beziehung mit seiner Jugendliebe Döme, der jedoch im offenen Umgang mit seiner Homosexualität – vor allem seinem Sohn und seiner Ex-Frau gegenüber – deutlich hadert und deshalb Angstzustände sowie eine grosse emotionale Abhängigkeit von Michi entwickelt. Dieser kann die erdrückende Situation bald kaum noch ertragen und sehnt sich zunehmend nach seinem Ex-Freund Joel. Um den Hof zu retten, bietet sich Michi als Consultant bei einem Lebensmittelgrossisten an und verspricht den Bauern einen Direktdeal für ihre Produkte. Übergangsweise übernimmt seine Schwester Sarah die Führung und kehrt zurück auf den Hof, doch dort muss sie sich den Schatten ihrer Vergangenheit stellen. Dabei gerät sie in Konflikt mit ihrem Bruder Lorenz und dessen schwangerer Freundin Jessie, die ihre eigenen Vorstellungen und Ziele für den Betrieb haben. Katharina, die Mutter der drei Geschwister, macht währenddessen einen Neuanfang in Zürich. Doch statt ihren Träumen als Musikerin zu folgen, steht sie als Verkäuferin im Supermarkt. Als das doppelte Spiel von Michi auffliegt, droht es für alle schwerwiegende Konsequenzen nach sich zu ziehen.

### Staffel 3
In der dritten und letzten Staffel von «Neumatt» stellt sich Familie Wyss erneut den Herausforderungen der modernen Landwirtschaft, die ihren Betrieb bedrohen. Michi hat den Autounfall am Ende der zweiten Staffel überlebt. Um sich von der Trauer um den Tod seines Ex-Partners Döme abzulenken, stürzt er sich in die Arbeit. Mit seinem Geschäftspartner Oscar will er einen Bio-Lieferservice ganz gross herausbringen. Dafür benötigt er die Unterstützung des Top-Investors Nic Olsson. Sarah findet zeitgleich mit der «Nachtmilch» eine erfolgversprechende Nische für den Hof und gewinnt an Selbstvertrauen. Lorenz macht schwierige Zeiten durch, denn Jessie, die Mutter seines Kindes, lebt jetzt offen als Mann. Katharina trifft auf ihre  Jugendliebe und arbeitet den Suizid ihres Mannes Kurt auf. Wie gelingt es der Familie Wyss, ihr Erbe in eine tragfähige Zukunft zu bringen?

## Besetzung und Synchronisation
Für den Streamingdienst Netflix wurde mit den Original-Schauspielern eine Synchronisation nach Dialogbüchern und unter der Synchronregie von Andreas Drost in Hochdeutsch erstellt.

### Hauptdarsteller
| Rolle          | Schauspieler        |
| -------------- | ------------------- |
| Michi Wyss     | Julian Koechlin     |
| Sarah Wyss     | Sophie Hutter       |
| Katharina Wyss | Rachel Braunschweig |
| Lorenz Wyss    | Jérôme Humm         |

### Nebendarsteller
| Rolle                         | Schauspieler         | Staffel |
| ----------------------------- | -------------------- | ------- |
| Angelina Wyss                 | Anouk Petri          | 1–3     |
| Joel Bachmann                 | Benito Bause         | 1–2     |
| Döme Boveri                   | Nicola Perot         | 1–2     |
| Thomas Peterhans              | Hans-Caspar Gattiker | 1–3     |
| Trudi Wyss                    | Marlise Fischer      | 1–2     |
| Jessie Belucci & Liam Belucci | Rumo Wehrli          | 1–3     |
| Martin Halter                 | Roeland Wiesnekker   | 1       |
| Caroline Mosse                | Miriam Maertens      | 1       |
| Ursula Halter                 | Judith Hofmann       | 1       |
| Pablo Müller                  | Roland Bonjour       | 1       |
| Dana Lüthi                    | Lale Yavaş           | 2       |
| Professorin Walter            | Jasmin Mattei        | 2       |
| Nic Olsson                    | Peter Mygind         | 3       |
| Oscar Haug                    | Martin Vischer       | 3       |
| Ramona Miller                 | Tabita Johannes      | 3       |

## Episodenliste

### Staffel 1
| Nr. (ges.) | Nr. (St.) | Deutscher Titel | Originaltitel | Erstausstrahlung (Schweiz) | Deutschsprachige Erstveröffentlichung (Deutschland/Österreich) | Regie                        |
| ---------- | --------- | --------------- | ------------- | -------------------------- | -------------------------------------------------------------- | ---------------------------- |
| 1          | 1         | Nachfolge       | Nachfolge     | 26. Sep. 2021              | 13. Mai 2022                                                   | Sabine Boss & Pierre Monnard |
| 2          | 2         | Heuernte        | Heuernte      | 26. Sep. 2021              | 13. Mai 2022                                                   | Sabine Boss & Pierre Monnard |
| 3          | 3         | Hochleistung    | Hochleistung  | 27. Sep. 2021              | 13. Mai 2022                                                   | Sabine Boss & Pierre Monnard |
| 4          | 4         | Viehauktion     | Viehauktion   | 27. Sep. 2021              | 13. Mai 2022                                                   | Sabine Boss & Pierre Monnard |
| 5          | 5         | Lieferstopp     | Lieferstopp   | 29. Sep. 2021              | 13. Mai 2022                                                   | Sabine Boss & Pierre Monnard |
| 6          | 6         | Gülleloch       | Gülleloch     | 29. Sep. 2021              | 13. Mai 2022                                                   | Sabine Boss & Pierre Monnard |
| 7          | 7         | Bauernopfer     | Bauernopfer   | 30. Sep. 2021              | 13. Mai 2022                                                   | Sabine Boss & Pierre Monnard |
| 8          | 8         | Heimaterde      | Heimaterde    | 30. Sep. 2021              | 13. Mai 2022                                                   | Sabine Boss & Pierre Monnard |

### Staffel 2
| Nr. (ges.) | Nr. (St.) | Deutscher Titel | Originaltitel   | Erstausstrahlung (Schweiz) | Deutschsprachige Erstveröffentlichung (Deutschland/Österreich) | Regie                                  |
| ---------- | --------- | --------------- | --------------- | -------------------------- | -------------------------------------------------------------- | -------------------------------------- |
| 9          | 1         | Kuhhandel       | Kuhhandel       | 5. Feb. 2023               | 8. Jan. 2024                                                   | Andrea Štaka & Christian Johannes Koch |
| 10         | 2         | Familienbetrieb | Familienbetrieb | 5. Feb. 2023               | 8. Jan. 2024                                                   | Andrea Štaka & Christian Johannes Koch |
| 11         | 3         | Kraftprobe      | Kraftprobe      | 6. Feb. 2023               | 8. Jan. 2024                                                   | Andrea Štaka & Christian Johannes Koch |
| 12         | 4         | Tierwohl        | Tierwohl        | 6. Feb. 2023               | 8. Jan. 2024                                                   | Andrea Štaka & Christian Johannes Koch |
| 13         | 5         | Nachwuchs       | Nachwuchs       | 8. Feb. 2023               | 8. Jan. 2024                                                   | Andrea Štaka & Christian Johannes Koch |
| 14         | 6         | Alphatier       | Alphatier       | 8. Feb. 2023               | 8. Jan. 2024                                                   | Andrea Štaka & Christian Johannes Koch |
| 15         | 7         | Muttererde      | Muttererde      | 9. Feb. 2023               | 8. Jan. 2024                                                   | Andrea Štaka & Christian Johannes Koch |
| 16         | 8         | Schlachthof     | Schlachthof     | 9. Feb. 2023               | 8. Jan. 2024                                                   | Andrea Štaka & Christian Johannes Koch |

### Staffel 3
| Nr. (ges.) | Nr. (St.) | Deutscher Titel | Originaltitel | Erstausstrahlung (Schweiz) | Deutschsprachige Erstveröffentlichung (Deutschland/Österreich) | Regie                        |
| ---------- | --------- | --------------- | ------------- | -------------------------- | -------------------------------------------------------------- | ---------------------------- |
| 17         | 1         | Neuland         | Neuland       | 13. Okt. 2024              | k. A.                                                          | Bettina Oberli & Cosima Frei |
| 18         | 2         | Nachtmilch      | Nachtmilch    | 13. Okt. 2024              | k. A.                                                          | Bettina Oberli & Cosima Frei |
| 19         | 3         | Feuertaufe      | Feuertaufe    | 14. Okt. 2024              | k. A.                                                          | Bettina Oberli & Cosima Frei |
| 20         | 4         | Erfolgskurs     | Erfolgskurs   | 14. Okt. 2024              | k. A.                                                          | Bettina Oberli & Cosima Frei |
| 21         | 5         | Preisgeld       | Preisgeld     | 16. Okt. 2024              | k. A.                                                          | Bettina Oberli & Cosima Frei |
| 22         | 6         | Übernahme       | Übernahme     | 16. Okt. 2024              | k. A.                                                          | Bettina Oberli & Cosima Frei |
| 23         | 7         | Schwellbrand    | Schwellbrand  | 17. Okt. 2024              | k. A.                                                          | Bettina Oberli & Cosima Frei |
| 24         | 8         | Systemwandel    | Systemwandel  | 17. Okt. 2024              | k. A.                                                          | Bettina Oberli & Cosima Frei |